# رینا کوایکه
رینا کوایکه (انگلیسی: Rina Koike؛ زادهٔ ۳ سپتامبر ۱۹۹۳) بازیگر، مدل (شخص) اهل ژاپن است. وی از سال ۲۰۰۴ میلادی تاکنون مشغول فعالیت بوده‌است.